# Spectralia cuprescens
Spectralia cuprescens är en skalbaggsart som först beskrevs av Knull 1940.  Spectralia cuprescens ingår i släktet Spectralia och familjen praktbaggar. Inga underarter finns listade i Catalogue of Life.